# Alexander Abian
Alexander Abian (1 de enero de 1923 - 25 de julio de 1999) fue un matemático estadounidense de origen armenio que trabajó como profesor en la Universidad estatal de Iowa que ganó bastante notoriedad en internet por sus continuas contribuciones en diversos grupos de noticias Usenet.

## Vida
Abian, aunque de familia armenia, nació en Tabriz, Irán. Después de obtener el título universitario en Irán, emigró a los Estados Unidos en 1952, donde recibió una maestría de la Universidad de Chicago. Más tarde obtuvo un doctorado de la Universidad de Cincinnati, donde escribió una tesis sobre un tema acerca de la teoría de invariantes bajo la dirección de Isaac Barnett. Después de ocupar un puesto de docente en Tennessee, Nueva York, Pensilvania y Ohio, se unió a la Universidad estatal de Iowa en 1967. Fue autor de tres libros y publicó más de doscientos trabajos.

## Teoría de la Tierra sin Luna
Abian adquirió un grado de notoriedad internacional cuando en 1991 afirmó, en un periódico del campus, que la voladura de la Luna podría resolver casi todos los problemas de la existencia humana. Declaró que una Tierra sin Luna no se tambalea, eliminando tanto las estaciones y sus eventos asociados, como las olas de calor, tormentas de nieve y huracanes. Esta idea fue contestada por la NASA indicando que una explosión de estas características podría hacer que parte de la Luna cayera sobre la Tierra como un meteorito causando daños suficientes para extinguir toda la vida y restaurando las estaciones en el proceso. Justo antes de morir, Abian señaló que aquellos críticos que dicen descartar las ideas de Abian están muy cerca de aquellos que descartaron a Galileo. Esta afirmación y otras, hechas en miles de mensajes a través de Usenet durante la última parte de su vida, le valieron bastante fama (no del todo positiva) e incluso entrevistas en publicaciones tan diversas como Omni, People y The Wall Street Journal.

## Libros de Abian
- 1965. The theory of sets and transfinite arithmetic. Philadelphia: W. B. Saunders. LCCN 65023086.
- 1971. Linear associative algebras. New York: Pergamon. ISBN 0-08-016564-8. LCCN 74130799.
- 1976. Boolean Rings. Branden Press. ISBN 978-0-82-831687-3. LCCN 76012065.